# Commune rurale en Finlande
Une commune rurale en Finlande (finnois : maalaiskunta, suédois : landskommun, abréviation mlk était l'un des quatre types de communes dans la période 1865–1976 en Finlande.

## Histoire
Les autres types de communes étaient :
- 1865–1959 , la ville (finnois : kaupunki) et la ville de marché (finnois : kauppala),
- 1960–1976, vieille ville (finnois : vanha kaupunki), nouvelle ville (finnois : uusi kaupunki) et ville de marché.

La municipalité rurale était le type de municipalité le plus commun.
Par la réforme de 1977, toutes les municipalités obtiennent un statut juridique égal. 
Les maalaiskunta associés à une ville ont conservé leur nom.
Par exemple, la Municipalité rurale de Jyväskylä  (finnois : Jyväskylän maalaiskunta entourait la ville de Jyväskylä tout en étant indépendante. 
À partir de 2009, à la suite de la fusion entre Jyväskylä et Jyväskylän mlk, plus aucune ville ne portera le nom de municipalité rurale.

## Liste de communes nommées explicitementmaalaiskunta
- Ekenäs landskommun (finnois : Tammisaaren maalaiskunta)
  - rattachée en 1977 à Snappertuna pour former Ekenäs
- Heinolan maalaiskunta
  - rattachée à Heinola in 1997
- Helsingin maalaiskunta (suédois : Helsinge)
  - obtient le droit de ville de marché, renommée Vantaa en 1972.
- Hyvinkään maalaiskunta
  - rattaché en 1969 to Hyvinkää
- Hämeenlinnan maalaiskunta
  - rattachée en 1948 à Hämeenlinna, Vanaja et Renko
- Iisalmen maalaiskunta
  - rattachée en  1970 à Iisalmi
- Ikaalisten maalaiskunta
  - fusionne en  1972 avec Ikaalinen
- Jyväskylän maalaiskunta
  - rattachée en 2009 à Jyväskylä
- Kajaanin maalaiskunta
  - rattachée en 1977 à Kajaani
- Karis landskommun (finnois : Karjaan maalaiskunta)
  - rattachée en  1969 à Karis
- Kemijärven maalaiskunta
  - fusionne en 1973 avec Kemijärvi ville de marché
- Kemin maalaiskunta
  - renommée Keminmaa en 1980
- Koiviston maalaiskunta
  - cédée à l'URSS en 1944
- Kokkolan maalaiskunta
  - renommée Kaarlela en 1927, rattachée à Kokkola en 1977.
- Kristinestads lk (Kristiinankaupungin mlk)
  - renommée Tjöck et Tiukka en 1919, rattachée à Kristinestad en 1973.
- Kuopion maalaiskunta
  - rattaché en 1969 à Kuopio et Siilinjärvi
- Käkisalmen maalaiskunta
  - cédée à l'URSS en 1944
- Lohjan maalaiskunta (suédois : Lojo landskommun)
  - renommée Lohjan kunta ("Commune de Lohja") en 1977, rattachée à Lohja en 1997.
- Loimaan maalaiskunta
  - renommée Loimaan kunta ("Commune de Loimaa") en 1977, rattachée à Loimaa en 2005
- Mikkelin maalaiskunta
  - rattachée en 2001 à Anttola  et Mikkeli
- Naantalin maalaiskunta
  - rattachée en 1964 à Naantali
- Nurmeksen maalaiskunta
  - rattachée en 1973 à Nurmes  ville de marché
- Nykarleby landskommun (finnois : Uudenkaarlepyyn maalaiskunta)
  - rattachée en 1975 à Munsala et Jeppo pour former la ville Nykarleby
- Oulun maalaiskunta
  - renommée Oulujoki en 1910 puis répartie entre Haukipudas, Kempele, Kiiminki, Oulu, Oulunsalo, Tyrnävä, Utajärvi et Ylikiiminki en  1965
- Pargas lk (Paraisten mlk)
  - rattachée en 1967 à Pargas ville de marché
- Pieksämäen maalaiskunta
  - fusionnée en 2004 avec Jäppilä et Virtasalmi pour former Pieksänmaa, qui fusionnera avec Pieksämäki rn 2007
- Pedersöre (finnois : Pietarsaaren maalaiskunta)
  - le nom finnois devient Pedersören kunta en 1989, le nom suédois est Pedersöre sans l’extension landskommun
- Porin maalaiskunta
  - rattachée en 1967 à Pori
- Porvoon maalaiskunta (suédois : Borgå landskommun)
  - rattachée en 1997 à Porvoo
- Rauman maalaiskunta
  - rattachée en 1993 à Rauma
- Rovaniemen maalaiskunta
  - rattachée en 2006 à Rovaniemi
- Seinäjoen maalaiskunta
  - rattachée en 1959 à Seinäjoki ville de marché
- Sortavalan maalaiskunta
  - cédée en 1944 à l'URSS
- Uudenkaupungin maalaiskunta
  - rattachée en 1969 à Uusikaupunki
- Viipurin maalaiskunta
  - cédée en 1944 à l'URSS
- Äänekosken maalaiskunta
  - rattachée en 1969 à Äänekoski ville de marché.